# Bartolomeo Cesi

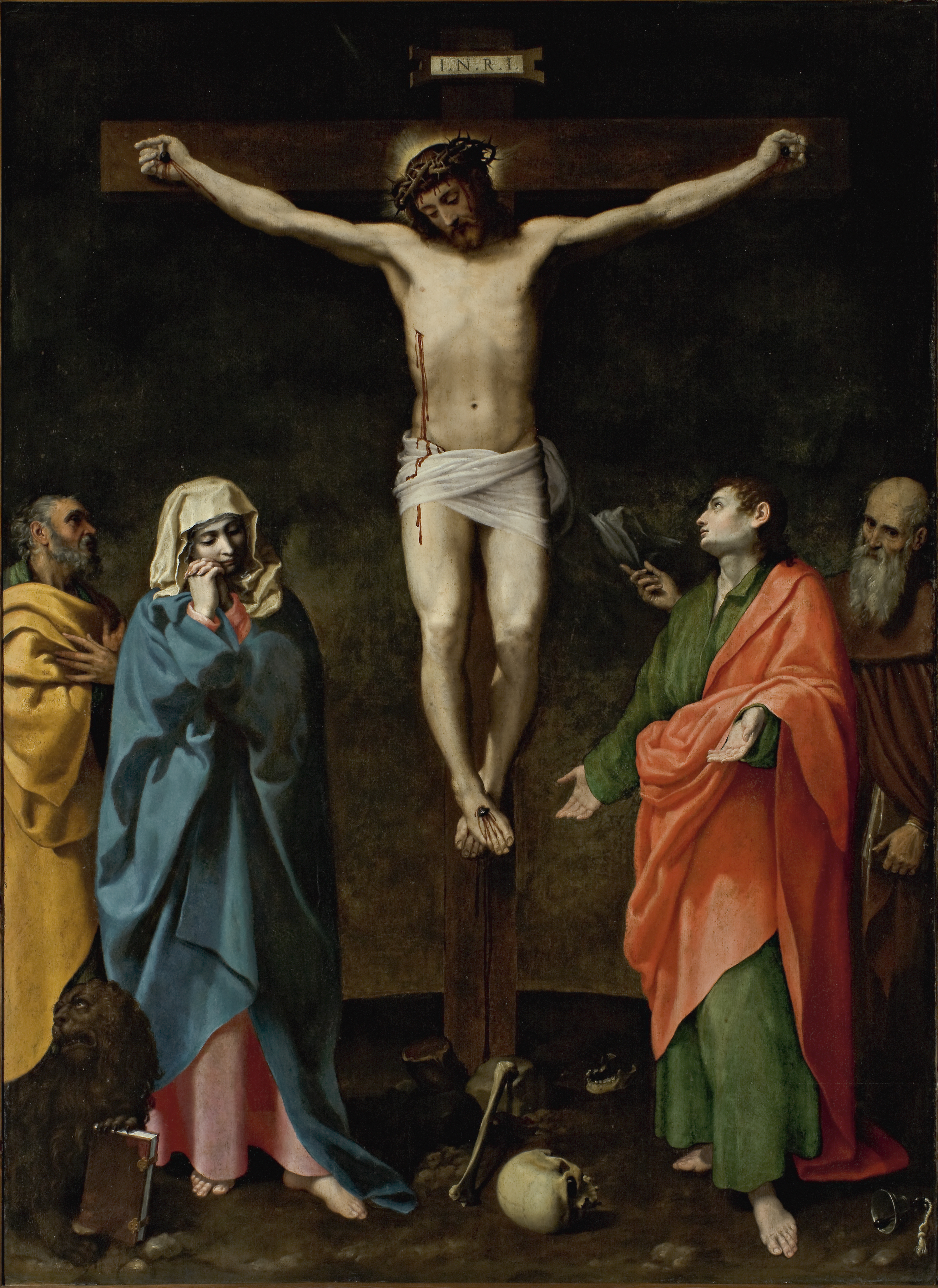
Calvari amb la Verge, Sant Joan Baptista, Sant Marc i Sant Antoni Abat, per Bartolomeo Cesi

Bartolomeo Cesi (Bolonya, 16 d'agost de 1556 - 11 de juliol de 1629) fou un pintor barroc italià, pertanyent a l'Escola Bolonyesa.

## Biografia
Nascut en una família de bona posició, va rebre una educació humanista abans de començar el seu aprenentatge com a pintor, probablement amb Giovanni Francesco Bezzi, anomenat Il Nosadella (1500-1571). La seva primera obra documentada són els frescos a la Cappella Vezzi de San Stefano a Bolonya (Escenes de la Vida de la Mare de Déu, 1574). Aquests treballs revelen un treball decoratiu amb grotescos i un tractament elegant de les figures propi del gust del manierisme tardà que li diferenciaran d'obres posteriors.
Cap a la mateixa època, Cesi va col·laborar amb Prospero Fontana i altres artistes en la decoració de l'absis i la cripta de la Catedral de Bolonya. Aquesta empresa el va tenir ocupat durant bona part dels anys setanta del segle. Un pagament està registrat el 1584 pel seu treball. No obstant això, gran part de les decoracions s'han perdut o són il·legibles; dos dibuixos de màrtirs (Uffizi) podrien ser un rastre dels seus frescos de la cripta.
L'estil de Cesi s'hauria de ser considerat com a contramanierista. Sobri en les seves pintures religioses, és coneguda la seva opinió en contra dels nus en les obres d'ús sacre o privat. Notable influència en ell va exercir el cardenal Gabriele Paleotti, autor del Discorso intorno alle immagini sacre i profane(1582), que estableix les bases de l'art sacre de la contrareforma.
La seva obra mestra és una Mare de Déu a la glòria amb sants, per a l'església bolonyesa de San Giacomo Maggiore (1595, Pinacoteca Nacional de Bolonya).